# Aphthona carbonaria
Aphthona carbonaria es un coleóptero de la familia Chrysomelidae. Fue descrita científicamente por primera vez en 1856 por Rosenhauer.